# Związek Komunistów Bośni i Hercegowiny
Związek Komunistów Bośni i Hercegowiny (boś. Savez komunista Bosne i Hercegovine, SK BiH) − powstał w 1952 roku z przekształcenia Bośniackiej Partii Komunistycznej; w okresie istnienia Socjalistycznej Republiki Bośni i Hercegowiny był on partią rządzącą.
Obecnie kontynuatorką partii na terenie Bośni i Hercegowiny jest Związek Komunistów Bośni i Hercegowiny, z siedzibą w Banja Luce.

## Sekretarze Bośniackiej Partii Komunistycznej
| imię i nazwisko  | okres       |
| ---------------- | ----------- |
| Đuro Pucar Stari | 1943 − 1952 |

## Przewodniczący Związku Komunistów Bośni i Hercegowiny
| imię i nazwisko    | okres       |
| ------------------ | ----------- |
| Đuro Pucar Stari   | 1952 − 1965 |
| Cvijetin Mijatović | 1965 − 1969 |
| Branko Mikulić     | 1969 − 1978 |
| Nikola Stojanović  | 1978 − 1982 |
| Hamdija Pozderac   | 1983 − 1984 |
| Mato Andrić        | 1984 − 1986 |
| Milan Uzelac       | 1986 − 1988 |
| Abdulah Mutapčić   | 1988 − 1989 |
| Nijaz Duraković    | 1989 − 1990 |